# Homomallium reptile
Homomallium reptile là một loài Rêu trong họ Hypnaceae. Loài này được (Michx.) Loeske mô tả khoa học đầu tiên năm 1910.